# Чёрная (Устюженский район)
Чёрная — деревня в Устюженском районе Вологодской области.
Входит в состав Сошневского сельского поселения, с точки зрения административно-территориального деления — в Сошневский сельсовет.
Расположена на левом берегу реки Чёрная. Расстояние по автодороге до районного центра Устюжны — 35 км, до центра муниципального образования деревни Соболево — 29 км. Ближайшие населённые пункты — Кресты, Мыза-Тестово, Остров.
Население по данным переписи 2002 года — 63 человека (30 мужчин, 33 женщины). Преобладающая национальность — русские (81 %).